# Green Gully SC
Green Gully SC (założony jako Ajax Soccer Club) – australijski klub piłkarski z siedzibą w dzielnicy St Albans w Melbourne (Wiktoria), założony w 1955 roku. Zespół występuje w rozgrywkach National Premier Leagues Victoria. W latach 1984 – 1986 uczestniczył w rozgrywkach National Soccer League (NSL).

## Historia
Klub Ajax Soccer Club został założony w 1955 roku przez Maltańskich imigrantów. Klub Ajax SC zaadaptował na swoje barwy, kolory zielone i białe w nawiązaniu do maltańskiego klubu Floriana FC. W 1966 roku klub zmienił nazwę na Green Gully Soccer Club. W 1977 roku klub przystąpił do rozgrywek Victorian State League.
W 1984 roku Green Gully SC przystąpił do rozgrywek krajowej ligi National Soccer League. Green Gully SC zainaugurowało rozgrywki w NSL w dniu 4 marca 1984 roku w wyjazdowym spotkaniu przeciwko Sunshine George Cross. Spotkanie zakończyło się bezbramkowym remisem. W inauguracyjnym sezonie klub zajął 9. miejsce w Konferencji Południowej i nie awansował do serii finałowej rozgrywek.
Łącznie klub Green Gully SC uczestniczył w trzech sezonach NSL, ani razu nie udało mu się awansować do serii finałowej rozgrywek. Najlepszy rezultat klub osiągnął w 1985, zajmując 8. miejsce w sezonie zasadniczym w Konferencji Południowej. Ostatni mecz w NSL klub rozegrał w dniu 15 września 1986 roku przeciwko Melbourne Croatia. Spotkanie zakończyło się porażką Green Gully SC w stosunku 1:3.
Klub Green Gully SC po opuszczeniu ligi krajowej NSL, od 1987 roku występuje nieprzerwanie na pierwszym poziomie rozgrywek stanu Wiktoria – National Premier Leagues Victoria (nazwa obowiązuje od 2014 roku).

## Sukcesy
- Mistrz National Premier Leagues Victoria[b] (9): 1981, 1982, 1983, 1999, 2000, 2003, 2005, 2010 i 2011[1];
- Zwycięzca pucharu Dockerty Cup (5): 1981, 1982, 1986, 2004 i 2013[9].